# 크리스 에인절

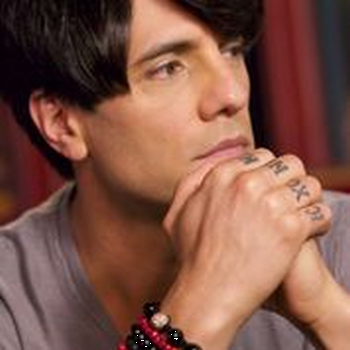

크리스토퍼 니컬러스 새런태커스(Christopher Nicholas Sarantakos, 1967년 12월 19일 ~ )는 크리스 에인절(Criss Angel)이라는 이름으로 잘 알려진 미국의 마술사이다.